# گریلی هیل (کالیفرنیا)
گریلی هیل (به انگلیسی: Greeley Hill) یک منطقهٔ مسکونی در ایالات متحده آمریکا است که در شهرستان ماریپوزا، کالیفرنیا واقع شده‌است. گریلی هیل ۵۴٫۶۴۲ کیلومتر مربع مساحت و ۹۱۵ نفر جمعیت دارد و ۹۶۱٫۰۵ متر بالاتر از سطح دریا واقع شده‌است.